# Kais Saied
Kais Saied (tiếng Ả Rập: قيس سعيد; sinh ngày 22 tháng 2 năm 1958) là Tổng thống Tunisia thứ sáu từ ngày 23 tháng 10 năm 2019.

## Tiểu sử
Kaïs Saïed là con trai của Moncef Saïed và Lalla Zakia. Theo Kaïs Saied, người cha quá cố của cô đã bảo vệ cô gái trẻ Gisèle Halimi khỏi Đức quốc xã. Mẹ anh, mặc dù có học thức nhưng là một bà nội trợ. Gia đình anh có nguồn gốc khiêm tốn nhưng trí tuệ và là thành viên của tầng lớp trung lưu. Chú của ông, Hicham Saïed, là bác sĩ phẫu thuật nhi đầu tiên ở Tunisia, được biết đến trên toàn thế giới vì đã tách Xiêm vào những năm 1970.

## Đời tư
Ông kết hôn với thẩm phán Ichraf Chebil, người mà anh ta gặp tại Khoa Luật Sousse. Ông là cha của ba đứa trẻ (hai gái và một trai: Sarah, Mouna và Amrou).